# Випавски Криж
Випавски Криж (на словенски: Vipavski Križ) е село в Словения, регион Горишка, община Айдовшчина. Според Националната статистическа служба на Република Словения през 2015 г. селото има 176 жители.